# الکساندر فولکر
الکساندر فولکر (آلمانی: Alexander Fölker؛ زادهٔ ۲۸ january ۱۹۵۶ (۶۹ سال)) ورزشکار هندبال اهل رومانی است.
وی در مسابقات کشوری و بین‌المللی در مجموع برندهٔ ۱ مدال نقره، ۲ مدال برنز شده‌است.